# Tượng Venus ở Hohle Fels

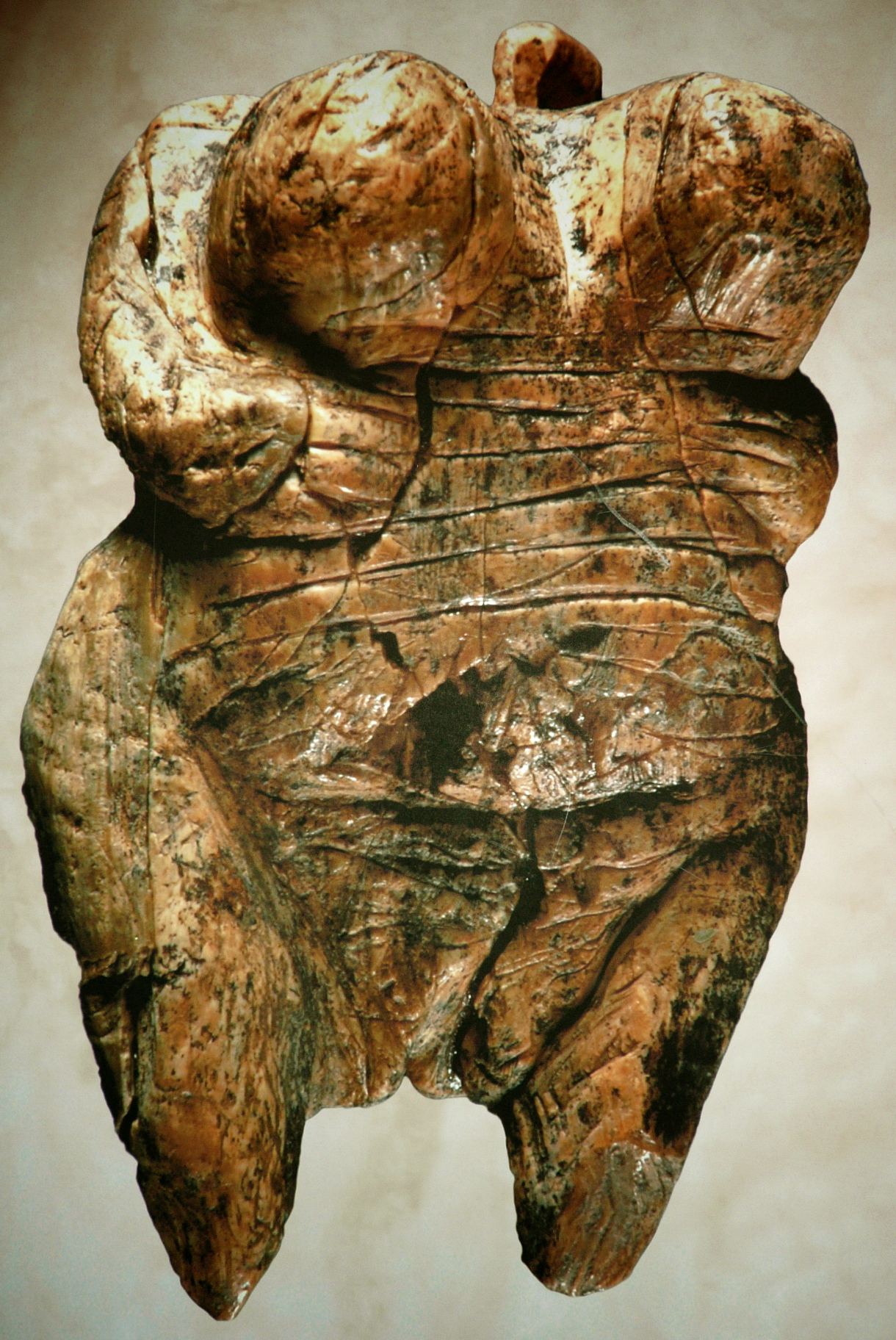
Tượng Venus ở Hohle Fels

Tượng Venus ở Hohle Fels (cũng gọi là tượng Venus ở Schelklingen) (tiếng Đức: Venus vom Hohle Fels, von Hohle Fels, vom Hohlen Fels; Venus von Schelklingen) là một tượng nhỏ nữ thần Venus từ thời đại đồ đá cũ, được tìm thấy ở gần Schelklingen, Đức. Tượng nhỏ này có cách nay khoảng từ 35.000 tới 40.000 năm, thuộc thời kỳ văn hóa Aurignacian sớm, khoảng đầu thời kỳ đồ đá cũ với sự xuất hiện đầu tiên của người hiện đại (Homo sapiens) (người Cro-Magnon) ở châu Âu.
Việc khám phá ra tượng Venus ở Hohle Fels đã đẩy lùi niên đại của nghệ thuật điêu khắc thời tiền sử và nghệ thuật tượng hình lâu đời nhất được biết đến về thời cổ hơn, hàng nhiều thiên niên kỷ. Các việc làm nghệ thuật này đã được thực hiện suốt thời kỳ Aurignacian.
Tượng này được tìm thấy trong tháng 9 năm 2008 trong một hang gọi là Hohle Fels (phương ngữ Swabian nghĩa là "tảng đá rỗng") gần Schelklingen, cách thành phố Ulm, bang Baden-Württemberg, Đức, khoảng 15 km về phía tây bởi một đội khảo cổ của trường Đại học Tübingen do giáo sư khảo cổ Nicholas Conard hướng dẫn. Phát hiện của họ đã được đăng trên báo Nature.
Tượng này được làm bằng ngà voi mamút lông len (woolly mammoth), mô tả một phụ nữ, có các bộ phận sinh dục lớn, nổi bật (âm hộ và các vú), do đó được cho là một tấm bùa liên quan tới khả năng sinh sản nhiều. Tượng có một lỗ thủng ở chỗ trên đầu để có thể đeo một vật tòn ten. Nhà khảo cổ học John J. Shea cho rằng có thể phải mất hàng chục nếu không phải hàng trăm giờ để khắc tượng này. Tượng này được tìm thấy trong phòng hang, cách cửa hang khoảng 20 m và dưới độ sâu 3 m từ nền hang. Tượng này bị vỡ thành nhiều mảnh, hiện nay đã tìm được 6 phần, còn cánh tay trái và vai vẫn chưa tìm thấy.
Vùng dãy núi Swabian Alb có nhiều hang động trong đó có nhiều đồ tạo tác bằng ngà voi mamút thuộc thời đại đồ đá cũ, tổng cộng có khoảng 25 hiện vật, trong đó có tượng người sư tử ở Hohlenstein-Stadel, và một ống sáo bằng ngà voi - một nhạc cụ lâu đời nhất thế giới được biết đến. Sự tập trung chứng cứ đầy đủ của tính hiện đại về cách ứng xử (behavioral modernity) trong thời kỳ từ 40 tới 30 thiên niên kỷ- bao gồm nghệ thuật tượng hình và khí nhạc - là độc đáo nhất thế giới, và Conard ức đoán là các vật thời kỳ Aurignacian ở vùng núi Swabian Alb có thể qui cho việc phát minh không chỉ nghệ thuật tượng hình và âm nhạc, mà còn có thể là cả tôn giáo thời kỳ đồ đá cũ. Các vật tạo tác khác đào được trong cùng hang động này gồm có các mảnh vỡ của các dụng cụ bằng đá lửa, ngà voi và xương đã xử lý, cùng di tích của ngựa hoang tarpan, tuần lộc, gấu hang, voi mamút lông len và sơn dương.